# Каменская епархия
Ка́менская епа́рхия — епархия Русской православной церкви, объединяющая приходы и монастыри в юго-восточной части Свердловской области (в границах Асбестовского, Белоярского, Богдановичского, Верхнедубровского, Заречного, Каменского, Каменск-Уральского, Камышловского, Пышминского, Рефтинского, Сухоложского, Талицкого, Тугулымского округов и районов). Входит в состав Екатеринбургской митрополии.

## История
Епархия образована определением Священного синода Русской православной церкви от 27 июля 2011 года путём выделения из состава Екатеринбургской епархии. 6 октября 2011 года Каменская, Екатеринбургская и Нижнетагильская епархии включены в состав новообразованной Екатеринбургской митрополии.
28 декабря 2018 года часть территории епархии (Алапаевский, Артёмовский, Байкаловский, Ирбитский, Слободо-Туринский, Таборинский, Тавдинский округа и районы) была передана в новоучреждённую Алапаевскую епархию

## Епископы
- 3 сентября — 27 декабря 2011 — Серафим (Кузьминов)
- 28 декабря 2011 — 18 марта 2012 — Кирилл (Наконечный) в/у, митрополит Екатеринбургский
- 18 марта 2012 — 29 мая 2013 — Сергий (Иванников)
- 29 мая 2013 — 25 января 2014 — Кирилл (Наконечный) в/у, митрополит Екатеринбургский
- с 25 января 2014 — Мефодий (Кондратьев)

## Благочиния
Епархия разделена на 11 церковных округов (По состоянию на октябрь 2022 года[значимость факта?]):
- Асбестовское благочиние — иеромонах Павел (Пальгунов)
- Белоярское благочиние — иеромонах Лазарь (Исаков)
- Богдановичское благочиние — иеромонах Гавриил (Горин)
- Зареченское благочиние — иерей Вячеслав Инюшкин
- Камышловское благочиние — вр. и. о. иеромонах Гавриил (Горин)
- Каменское городское благочиние — протоиерей Евгений Таушканов
- Каменское районное благочиние — помощник по Каменскому благочинию протоиерей Михаил Шляхтюк
- Пышминское благочиние — иерей Стефан Козлов
- Сухоложское благочиние — иерей Николай Тумов
- Талицкое благочиние — протоиерей Игорь Балабанов
- Тугулымское благочиние — и. о. протоиерей Игорь Балабанов

## Монастыри
- Преображенский монастырь в Каменске-Уральском (мужской)
- Покровский монастырь в селе Колчедан Каменского района (женский)